# Gafsa pappi
Gafsa pappi is een vliesvleugelig insect uit de familie Encyrtidae. De wetenschappelijke naam is voor het eerst geldig gepubliceerd in 1990 door Thuroczy & Trjapitzin.